# Lomelosia sphaciotica
Lomelosia sphaciotica ist eine Pflanzenart aus der Gattung Lomelosia in der Unterfamilie der Kardengewächse (Dipsacoideae).

## Merkmale
Lomelosia sphaciotica ist ein ausdauernder, am Grund verholzter Halbstrauch mit niederliegenden Stängeln und erreicht eine Größe von 3 bis 20 Zentimeter. Die Blätter sind lineal oder lineal-lanzettlich und fiederspaltig. Ihre Abschnitte sind breit elliptisch. Die Köpfchen sind meist 8-, selten bis 13-blütig. Die Hülle überragt die Blüten nicht. Die Kelchborsten sind doppelt so lang wie der Außenkelchsaum.
Die Blütezeit reicht von Mai bis Juni.

## Vorkommen
Lomelosia sphaciotica ist ein Endemit der Gebirge Kretas. Die Art wächst auf Felsen, Ruhschutthalden und Dolinen in Höhenlagen von 1400 bis 2400 Meter.

## Systematik
Diese Art wurde 1818 als Scabiosa sphaciotica Roem. & Schult. erstbeschrieben und 1985 in Lomelosia sphaciotica (Roem. & Schult.) Greuter & Burdet umkombiniert.
Es werden zwei geographische getrennte Unterarten unterschieden:
- Lomelosia sphaciotica subsp. sphaciotica kommt in den Lefka Ori vor. Die Blätter, Köpfchenstiele und Hüllblätter sind weißwollig.
- Lomelosia sphaciotica subsp. decalvans (Halácsy) Bergmeier (Syn.: Lomelosia sphaciotica var. decalvans (Halácsy) R.L.Jahn): Sie kommt im Psiloritis und im Dikti-Gebirge vor. Die Köpfchenstiele sind kahl. Die Blätter und Hüllblätter sind grün und mehr oder weniger stark behaart. Die Chromosomenzahl beträgt 2n = 18[3].

## Belege